# Rajcsova dupka
A Rajcsova dupka (bolgárul: Райчова дупка) egy patakos Bulgáriában, a Balkán-hegységben, Cserni Oszam (bolgárul: Черни Осъм) község területén. Ez Bulgária második legmélyebb barlangja, csak a Kolkina dupka mélyebb nála. A Rajcsova dupka jelenleg ismeret hossza 3333 méter, a barlangban a szintkülönbség 387 méter, bejárata 1400 méterrel a tenger színtje felett nyílik. 
A barlangot 1971 óta folyamatosan kutatják. Nagyon látványos barlang. Két szintje van, két patak is folyik benne. Vannak itt vízesések, kisebb-nagyobb tavak. Tekintélyes méretű termek jellemzik, sok helyen omlások, eltömődések találhatók benne. Sok szép kalcium-karbonát képződmény van a barlangban, cseppkövek, mésztufagátak. Ismert része egy szifonnal ér véget. A járatrendszer a mészkő és a márvány érintkezési felülete mentén jött létre. A bejárat környékén jellemző a jegesedés, a télen képződött jég akár májusig is megmarad. Bár a barlang nagyon mély, nem aknabarlang, mindössze egyetlen 8 méteres szakadék van benne. A meredeken, 30 fokos szögben lejtő főfolyosó egyenletesen vezeti le a barlangászokat a 377 méteres mélységbe.
Habár a barlang viszonylag könnyen járható, kizárólag barlangászok látogathatják.

## Fordítás
- Ez a szócikk részben vagy egészben  a(z)   Райчова дупка című bolgár Wikipédia-szócikk fordításán alapul.  Az eredeti cikk szerkesztőit annak laptörténete sorolja fel. Ez a jelzés csupán a megfogalmazás eredetét és a szerzői jogokat jelzi, nem szolgál a cikkben szereplő információk forrásmegjelöléseként.